# 艾倫斯科納斯 (伊利諾伊州)
艾倫斯科納斯（英語：Allens Corners）是位於美國伊利諾伊州凱恩縣的一個非建制地區。該地的面積和人口皆未知。

## 地理
艾倫斯科納斯的座標為42°05′58″N 88°28′53″W / 42.09944°N 88.48139°W，而該地的平均海拔高度為303米（即994英尺）。